# 野並公園
野並公園（のなみ こうえん）とは、愛知県名古屋市天白区中坪町にある公園である。

## 概要
1980年（昭和55年）4月1日に開園。
野並公園内に7500平方メートルほどの広さの野球場（1面）があり有料で利用することができる。北側には名古屋市上下水道局野並ポンプ所も併設される。
2000年（平成12年）9月11日 - 東海豪雨時には、野並ポンプ所から天白川へ排水した水が藤川から郷下川へと逆流した。野並公園周辺は標高が5mほどしかないため、標高が8mほどの郷下川や藤川から氾濫した水が流れ込み、全面にわたり水没している（水深は最大で2mにおよぶ）。その影響で12日の深夜、野並ポンプ所も浸水したことにより4台のポンプが停止し排水ができなくなっている。その後、朝10時頃に4台のポンプは復帰。同年の10月9日に野並公園にて野並ポンプ所運転状況の現地説明会が行われた。

## 祭り

### のなみ元気まつり
2000年（平成12年）9月の東海豪雨で大きな被害を受けた住民が、水害から丸3年が経過したのを契機に、野並学区民みんなで盆踊りや音楽を楽しみ、失いかけた地域の「絆」を再び築こうと、2003年（平成15年）8月に「第1回のなみ元気まつり」を開催した。以来毎年夏祭りとして継続開催している。

## 交通アクセス

### 鉄道
名古屋市営地下鉄
- 桜通線 野並駅下車、1番出口より徒歩で約10分。
- 桜通線 鶴里駅下車、1番出口より徒歩で約15分。

### 路線バス
名古屋市営バス
- 「中坪町」バス停下車、徒歩で約3分。
- 「野並住宅」バス停下車、徒歩で約5分。

## 近隣施設
- 名古屋市立野並小学校
- 郷下公園